# Torneo Nacional de Boxeo Playa Girón 1977
Das Torneo Nacional de Boxeo Playa Girón 1977 wurde vom 20. bis zum 30. Januar 1977 in Santiago de Cuba ausgetragen und war die 16. Austragung der nationalen kubanischen Meisterschaften im Amateurboxen.

## Medaillengewinner
Die Meistertitel wurden in elf Gewichtsklassen vergeben.
| Gewichtsklasse                  | Gold                   | Silber               | Bronze             |
| ------------------------------- | ---------------------- | -------------------- | ------------------ |
| Halbfliegengewicht (bis 48 kg)  | Samuel Belford         | Marcelino Perdomo    | Mario Silveira     |
| Halbfliegengewicht (bis 48 kg)  | Samuel Belford         | Marcelino Perdomo    | Nardo Mestre       |
| Fliegengewicht (bis 51 kg)      | Jorge Hernández        | Héctor Ramírez       | Ezequiel Hernández |
| Fliegengewicht (bis 51 kg)      | Jorge Hernández        | Héctor Ramírez       | Juan Carlos Valdés |
| Bantamgewicht (bis 54 kg)       | Adolfo Horta           | Raúl Despaigne       | Antonio Daudinot   |
| Bantamgewicht (bis 54 kg)       | Adolfo Horta           | Raúl Despaigne       | Esmérido Castillo  |
| Federgewicht (bis 57 kg)        | Ángel Herrera          | Genovevo Griñán      | Guillermo Morell   |
| Federgewicht (bis 57 kg)        | Ángel Herrera          | Genovevo Griñán      | Eduardo Cervantes  |
| Leichtgewicht (bis 60 kg)       | Reynaldo Valiente      | José Aguilar Pulsán  | Iván Meriño        |
| Leichtgewicht (bis 60 kg)       | Reynaldo Valiente      | José Aguilar Pulsán  | Manuel Milián      |
| Halbweltergewicht (bis 63,5 kg) | Duque Stable           | Bienvenido Lazo      | Santiago Bonet     |
| Halbweltergewicht (bis 63,5 kg) | Duque Stable           | Bienvenido Lazo      | Secundino Ferrer   |
| Weltergewicht (bis 67 kg)       | Andrés Aldama          | Alberto Montoya      | Juan Gutiérrez     |
| Weltergewicht (bis 67 kg)       | Andrés Aldama          | Alberto Montoya      | Gilberto Cano      |
| Halbmittelgewicht (bis 71 kg)   | Emilio Correa Vaillant | José Gómez Mustelier | Manuel Cordero     |
| Halbmittelgewicht (bis 71 kg)   | Emilio Correa Vaillant | José Gómez Mustelier | Alejandro Lamouth  |
| Mittelgewicht (bis 75 kg)       | Luis Felipe Martínez   | Reynaldo Galván      | Ángel Romero       |
| Mittelgewicht (bis 75 kg)       | Luis Felipe Martínez   | Reynaldo Galván      | Conrado Martínez   |
| Halbschwergewicht (bis 81 kg)   | Gilberto Carrillo      | Waldo Quintana       | Pedro Cárdenas     |
| Halbschwergewicht (bis 81 kg)   | Gilberto Carrillo      | Waldo Quintana       | Sixto Soria        |
| Schwergewicht (über 81 kg)      | Ángel Milián           | Fidel César          | Glemon Crawford    |
| Schwergewicht (über 81 kg)      | Ángel Milián           | Fidel César          | Ramón Lores        |